# Transformarea digitală
Transformarea digitală (TD) este procesul de adoptare și implementare a tehnologiei informației de către o organizație pentru a crea produse, servicii și operațiuni noi sau pentru a le modifica pe cele existente prin transpunerea proceselor de afaceri într-un format digital.
Scopul implementării acesteia este de a crește valoarea prin inovație, invenție, îmbunătățirea experienței clienților și eficiență. Concentrându-se pe eficiență și costuri, organizația globală Chartered Institute of Procurement &amp; Supply (CIPS) definește „digitalizarea” ca fiind practica de redefinire a modelelor, funcțiilor, operațiunilor, proceselor și activităților prin valorificarea progreselor tehnologice pentru a crea un mediu de afaceri digital eficient - un mediu în care câștigurile (operaționale și financiare) sunt maximizate, iar costurile și riscurile sunt minimizate.
Cu toate acestea, din moment ce nu există seturi cuprinzătoare de date privind transformarea digitală la nivel macro, efectul general al transformării digitale este încă (până în 2020), prea devreme pentru a fi comentat.
Cu toate acestea, întrucât nu există abordări care să considere transformarea digitală drept o oportunitate care trebuie exploatată rapid pentru a evita pericolele întârzierii, s-a dovedit că o abordare progresivă utilă a transformării denumită învățarea prin descoperire, ajută la rezolvarea provocărilor digitale, în special pentru întreprinderile tradiționale. Această abordare se concentrează pe transformarea pas cu pas, în locul abordării de tip „totul sau nimic”. Câteva beneficii ale acesteia sunt reducerea riscurilor, răspunsul rapid la condițiile de piață în schimbare și creșterea ratei de succes a transformărilor digitale.

## Beneficii, obstacole și factori favorizanți

### Beneficii
Adoptarea tehnologiei informației poate aduce diverse beneficii unei întreprinderi. Organizația globală CIPS a observat, de asemenea, că capacitatea digitală poate fi utilizată pentru a sprijini transparența lanțului de aprovizionare și telemunca.

### Obstacole
Există mai multe obstacole comune cu care se confruntă inițiativele, proiectele și strategiile de transformare digitală. Una dintre principalele obstacole este gestionarea schimbării, deoarece schimbările în procese se pot confrunta cu rezistență activă din partea angajaților. În ceea ce privește gestionarea schimbărilor, comunicarea greșită între angajați este cea care poate duce la întârzieri în implementare sau chiar la eșecul complet al proiectului. Unele companii nu sunt în măsură să elaboreze o proiecție realistă a costurilor din cauza unei viziuni prea optimiste asupra procesului. Companiile pot avea sisteme vechi în funcțiune, ceea ce poate duce la dificultăți de integrare cu noile sisteme. În cadrul organizațiilor poate exista, de asemenea, o lipsă de resurse, de sprijin din partea conducerii superioare, de competențe ale lucrătorilor, de angajament, de colaborare și de viziune.
Unele culturi organizaționale se pot confrunta cu schimbările impuse de transformarea digitală.

### Factori favorizanți
În plus față de numeroasele bariere din calea transformării digitale, există și numeroși factori favorizanți ai transformării digitale. Principalii facilitatori sunt resursele și capacitățile organizațiilor, competențele angajaților, tehnologia și cultura. Factorul favorizant menționat anterior „Resursele și capacitățile organizațiilor” se referă la capacitatea unei organizații de a se adapta la problemele contemporane care apar în mediul de afaceri, precum și la capacitățile acesteia în domeniul analizei datelor. În ceea ce privește „competențele lucrătorilor”, aceștia trebuie să fie capabili să dezvolte perspective valoroase prin utilizarea datelor, să aibă o inteligență emoțională semnificativă și să participe efectiv la dezvoltarea de noi produse. În al treilea rând, tehnologia este, de asemenea, un factor esențial al transformării digitale. Companiile pot beneficia de accesul la inteligența artificială, la programele de analiză a datelor și la utilizarea eficientă a social media. În cele din urmă, „cultura” se referă la măsura în care cultura organizațională este bazată pe date și la calitatea sprijinului și a angajamentului conducerii de vârf în cadrul corporației.

## Istorie
Digitalizarea este procesul de conversie a informațiilor analogice în formă digitală folosind un convertor analog-digital, cum ar fi într-un scaner de imagini sau pentru înregistrări audio digitale. Pe măsură ce utilizarea internetului a crescut începând cu anii 1990, a crescut și utilizarea digitalizării. Cu toate acestea, transformarea digitală este mai largă decât simpla digitalizare a proceselor existente. Transformarea digitală presupune luarea în considerare a modului în care produsele, procesele și organizațiile pot fi schimbate prin utilizarea noilor tehnologii digitale. O analiză din 2019 propune o definiție a transformării digitale ca fiind „un proces care vizează îmbunătățirea unei entități prin declanșarea unor schimbări semnificative ale proprietăților acesteia prin combinații de tehnologii de informare, calcul, comunicare și conectivitate”. Transformarea digitală poate fi privită ca un program socio-tehnic.
Un raport din 2015 a afirmat că companiile digitale în curs de maturizare foloseau stocarea în cloud, social media, dispozitive mobile și analiza datelor, în timp ce alte întreprinderi foloseau tehnologii individuale pentru probleme specifice. Până în 2017, un studiu a constatat că mai puțin de 40% din industrii au devenit digitalizate (deși utilizarea era ridicată în industriile media, de retail și tehnologice).
Până în 2020, 37% dintre companiile europene și 27% dintre companiile americane nu adoptaseră tehnologia informației. În perioada 2017-2020, 70% dintre municipalitățile europene și-au majorat cheltuielile privind tehnologiile informației. Până în 2019, organizația mondială Chartered Institute of Procurement & Supply (CIPS) a constatat, în cadrul unui sondaj realizat pe un eșantion de 700 de manageri, reprezentând peste 20 de industrii și 55 de țări, că peste 90% dintre întreprinderile reprezentate au adoptat cel puțin o nouă formă de tehnologie a informației, iar 90% au declarat că strategiile lor de digitalizare urmăresc să asigure scăderea costurilor operaționale și creșterea eficienței.
Într-un sondaj din 2021, 55% dintre companiile europene au declarat că pandemia de COVID-19 a crescut cererea de tehnologie a informației, iar 46% dintre companii au raportat că au devenit mai digitale. Jumătate dintre aceste companii anticipează o creștere a utilizării tehnologiilor digitale în viitor, o proporție mai mare fiind reprezentată de companiile care au utilizat anterior tehnologia informației. Lipsa infrastructurii digitale a fost considerată un obstacol cheie în calea investițiilor de 16% dintre companiile din UE, comparativ cu 5% în SUA.
Într-un sondaj efectuat în 2021, 89% dintre băncile africane intervievate au susținut că pandemia a accelerat transformarea digitală a operațiunilor lor interne.
În 2022, 53% dintre întreprinderile din UE au declarat că au luat măsuri sau au făcut investiții pentru a deveni mai digitale. 71% dintre întreprinderile din SUA au declarat că utilizează cel puțin o tehnologie a informației avansată, similar cu media de utilizare de 69% în cadrul organizațiilor din UE.

## Cadrul TOP
Transformarea digitală joacă un rol crucial în atenuarea efectelor negative ale provocărilor simultane și interconectate, consolidând în același timp rezistența și adaptabilitatea organizațiilor și a lanțurilor de aprovizionare. Reprezentată de cadrul TOP, transformarea digitală acționează ca un catalizator pentru generarea și valorificarea beneficiilor. Aceste beneficii au potențialul de a consolida reziliența nu numai a organizațiilor individuale, ci și a întregului lanț de aprovizionare.

### Tehnologia
În acest sens, utilizează tehnologii de ultimă oră pentru a spori puterea de predicție și capacitatea de reacție. Tehnologiile includ Internetul obiectelor, analiza datelor mari, inteligența artificială, simularea, fabricarea aditivă, blockchain și gemenii digitali.

### Organizarea
Transformarea digitală integrată în cultura organizațională permite managerilor să ia măsuri decisive, permite colaborarea fără întreruperi între lucrătorii din diverse departamente și consolidează lanțurile de aprovizionare. În plus, aceasta permite conducerii superioare să răspundă rapid și proactiv, reducând și atenuând în mod eficient efectele negative.

### Oamenii
Comunicarea eficientă în cadrul unei organizații este esențială între departamente și angajați. În plus, deținerea de competențe solide în comunicare, leadership și strategie este imperativă pentru depășirea oricăror efecte negative ale provocărilor.

## Rolul resurselor și al capacităților
Conform teoriei viziunii bazate pe resurse, resursele firmelor de succes ar trebui să fie valoroase, rare, neimitabile și nesubstituibile pentru a putea fi dezvoltate capacități precum receptivitatea, flexibilitatea sau chiar agilitatea. „O capacitate este un concept care se referă la utilizarea de către o organizație a unui set de resurse pentru a-și desfășura activitățile de rutină și strategice”.
Cadrul capacității de transformare digitală (CTD) reprezintă o aplicare directă a acestei teorii, afirmând că resursele pot fi tangibile, intangibile sau umane. Partea tangibilă a cadrului DTC reunește active fizice precum infrastructura IT a organizației, în timp ce partea intangibilă se concentrează asupra strategiei de transformare digitală, cunoștințelor și capitalului reputațional. Resursele umane sunt mai largi și includ competențe tehnice, formare continuă, leadership și competențe sociale.

## Sustenabilitatea și transformarea digitală
Transformarea digitală este adesea percepută ca o măsură reactivă pentru a răspunde cerințelor clienților, concurenței și respectării reglementărilor. Cu toate acestea, ea poate fi o oportunitate proactivă pentru organizații de a realiza practici de afaceri durabile și de a facilita o economie circulară. Prin crearea de capacități de detectare, inteligente, durabile și sociale, întreprinderile pot capta informații valoroase, pot lua decizii mai rapide și mai inteligente și se pot adapta la medii în schimbare.
Alinierea transformării digitale cu sustenabilitatea poate îmbunătăți performanța prin implicarea părților interesate, optimizarea alocării resurselor și reducerea riscurilor. Un caz de afaceri cuprinzător care prioritizează beneficiile sustenabilității și randamentele multidimensionale poate asigura resursele necesare pentru implementarea cu succes. Pentru a atinge obiectivele de sustenabilitate, guvernarea eficientă, integrarea, gestionarea schimbărilor și implicarea părților interesate sunt factori esențiali.